# ينس مولر
ينس مولر (بالنرويجية البوكمول: Jens Müller)‏ هو طيار نرويجي، ولد في 30 نوفمبر 1917، وتوفي في 30 مارس 1999.